# Ковалець Лідія Михайлівна
Лідія Михайлівна Ковалець (нар. 30 жовтня 1960, с. Пробіжна, Україна) — український літературознавець, педагог. Кандидат філологічних наук (1988), доцент.

## Життєпис
Лідія Михайлівна Ковалець народилася 30 жовтня 1960 року в селі Пробіжна Чортківського району Тернопільської області України.
Закінчила Чернівецький університет (1983, нині національний університет).
Від 1983 — доцент кафедри української літератури цього навчального закладу.  
1975—1977 — публікує власні твори в Чортківській районній газеті «Голос народу» та в Тернопільські молодіжній газеті «Ровесник».

## Доробок
Автор понад 100 літературознавчих публікацій у київських, львівських, харківських, чернігівських, часописах і збірниках.
- «Христя Алчевська. Твори» (1990, автор передмови і приміток),
- «Літературний дивосвіт Буковини» (1998, співавтор),
- «Сторінками життя і творчості Юрія Федьковича» (2005)[1],
- «З українсько-румунських літературних теренів» (2015)[2].

## Нагороди
- Лауреат обласної премії імені Дмитра Загула (2013)[3].